# Піратська республіка
Піратська республіка — самопроголошена республіка на острові Нассау на Багамських островах, яка в 1706—1718 роках керувалась піратами і приватирами.

## Історія
У 1696 році англійський пірат Генрі Еврі привів в бухту Нью-Провіденс на Нассау 30-гарматний фрегат «Fancy» з захопленими в Індійському океані скарбами корабля «Гандж-і-Савай» імператора Великих моголів Аурангзеба. В обмін на те, що екіпажу Fancy дозволять увійти в гавань і зійти на берег, Еврі, який назвав себе Генрі Бріджменом, пообіцяв заплатити Тротту суму у 860 фунтів стерлінгів, а також передату губернатору в подарунок корабель, коли його екіпаж вивантажить вантаж і покине судно. Для Тротта це виявилося привабливою пропозицією. Дев'ятирічна війна тривала вже вісім років, і острів, який британський королівський флот не відвідував кілька років, був небезпечно малолюдним. Тротт знав, що французи нещодавно захопили острів Ексума в 140 милях на південний схід і тепер прямували до Нассау. Оскільки в місті проживало лише шістдесят або сімдесят чоловік, половина з яких мала одночасно служити на вахті, не було навіть можливості забезпечити людьми двадцять вісім гармат форту Нассау. Проте, якби екіпаж Fancy залишився в Нассау, це збільшило б чоловіче населення острова більш ніж вдвічі, а сама присутність важкоозброєного корабля в гавані могла б стримати напад французів. З іншого боку, відмова «Бріджмену» могла призвести до катастрофи у випадку, якщо його наміри стануть агресивними, оскільки його екіпаж зі 113 осіб (плюс дев'яносто рабів) легко міг здолати жителів острова. Нарешті, слід було також врахувати запропонований хабар, який утричі перевищував річну зарплату Тротта в 300 фунтів стерлінгів.
В результаті на острові посилився вплив англійських і валлійських піратів, що були незаконними корсарами.
У 1703 і 1706 роках Нассау був атакований франко-іспанським флотом. Наслідком цього стало те, що англійські солдати й урядовці фактично залишили Багамські острови. Решта стали каперами на службі Англії, але деякі з них почали нападати на будь-які кораблі і поступово ставали поза законом. 1706 року Нассау був захоплений англійськими піратами, які з часом стали абсолютно безкарними. Пірати нападали на французькі та іспанські кораблі, в той час, як французи і іспанці ще кілька разів у відповідь спалювали Нассау.
У 1713 році, після закінчення Війни королеви Анни, англійські капери були позбавлені каперських свідоцтв і залишилися без роботи. Через це велика кількість з них прибула до Нассау, збільшивши чисельність республіки. За свідченням губернатора Бермудських островів, якщо 1713 року в Нассау знаходилося близько 1 тис. піратів, то у 1716 році їх становило вже понад 2 тис. На острові фактично панували два пірати, які були непримиренними суперниками — Бенджамін Горніголд і Генрі Дженнінгс. Багато сімей колоністів залишили Нью-Провіденс, а мешканці Харбор-Айленда служили посередниками для піратів, оскільки купці з Нової Англії і Вірджинії приїжджали туди, щоб обміняти необхідні товари на піратську здобич.
Невдовзі така діяльність викликало невдоволення британських Ост-Індської і Африканської королівської компаній, які вбачали в піратах й торгівцях, пов'язаних з ними, своїх конкурентів в постачанні товарів і рабів в американські колонії, а також загрозу судноплавству.
1717 року король Георг I призначив губернатором Багамських островів Вудса Роджерса з наказом очистити їх від піратів. При цьому тих, хто добровільно здасться, чекала амністія. Пірати Генрі Дженнінгс і Крістофер Вінтер вирушили на зустріч британського флоту, щоб підтвердити свою згоду на амністію. Проте пірат Чарлз Вейн розпочав заходи з підготовки до оборони Нассау. Разом з тим звернувся по допомогу до Джеймса Стюарта, обіцяючи тому захопити також Бермудські острови. Втім не отримав відповіді.
Наприкінці липня 1718 року Вудс Роджерс прибув в Нассау з флотом з 7 кораблів, привізши королівське помилування кожному пірату, який добровільно складе зброю. Едвард Тіч, Чарльз Вейн і Джек Рекхем та 9 інших піратських капітанів відмовилися. Завдяки хитрощам їм вдалося вирватися із заблокованої бухти. Бенджамін Горніголд та ще 500 піратів прийняли помилування і Піратська республіка припинила існування. Невдовзі Горніголд допоміг схопити 8 непокірних піратів, яких було страчено. Втім, піратство на Багамських островах було остаточно знищено лише наприкінці 1720-х років.

## Устрій
Являло собою конфедерацію піратів, на чолі якої стояв губернатор. Згодом впроваджено посаду магістрата, яким став Едвард Тіч. Це було на кшталт військового диктатора. Управління здійснювалося на основі піратського кодексу. Принципи управління островами переносилися з принципів управління піратськими кораблями, тобто більшість питань вирішувалися зборами.